# Харчові розлади

Зареєстрована смертність у зв'язку з харчовими розладами на мільйон осіб у 2012 році
0
1
2
3
4-25

Харчові розлади (англ. eating disorders), розлади харчової поведінки (РХП) або розлади, пов'язані із споживанням їжі — клас психічних розладів, пов'язаних із порушеннями прийому їжі. Це патологічні харчові звички, котрі негативно впливають на фізичне чи психічне здоров'я людини, і включають психогенне переїдання (вживання великих кількостей їжі протягом короткого часу), нервову анорексію (патологічно обмежене харчування з негативними наслідками для організму), нервову булімію (переїдання зі спробами позбутися з'їденого), спотворення смаку (вживання неїстівних товарів), розлад вибіркового харчування (знижений чи відсутній інтерес до їжі), та інших. Тривожні розлади, депресії і токсикоманії є поширеними явищами серед людей із розладами харчової поведінки. РХП не включають ожиріння і є психічними розладами з найвищою смертністю.
Причини РХП виявлені не до кінця: комплексно впливають спадковість, фізіологія, коморбідна психопатологія, особистісні риси, батьківсько-дитячі стосунки в ранньому розвитку та різні види соціокультурного тиску. Надвисока роль ідеалізації худорлявості західною культурою, зокрема, в ЗМІ. Харчові розлади мають близько 12 % людей, зайнятих у хореографії. Постраждалі від сексуального насильства більш схильні до розвитку РХП.
Анорексія і булімія трапляється в жінок у десять разів частіше, ніж у чоловіків, що пов'язують з закріпленими в культурі гендерними стереотипами, сексуальною об'єктивацією жінок у медіа, сексуальним насильством та жорстоким поводженням щодо дівчаток. Зазвичай анорексія і булімія маніфестують у пізньому дитинстві або ранній дорослості. Щодо інших РХП строки початку не прояснені. Кількість людей із харчовими розладами, схоже, є нижчою в менш розвинених країнах.
Для багатьох РХП є ефективним лікування, яке включає психотерапію, збалансоване харчування, нормальну кількість фізичних вправ та скорочення зусиль щодо позбавлення від їжі. Іноді потрібна госпіталізація. Від декотрих пов'язаних симптомів можуть використовуватись ліки. За п'ять років близько 70 % людей з анорексією і 50 % людей з булімією виліковуються. Одужання від психогенного переїдання є менш чітким і оцінюється у від 20 % до 60 %. Як анорексія, так і булімія підвищують ризик смерті.

## Епідеміологія
РХП спричинюють близько 7000 смертей на рік (станом на 2010), що робить їх психічними захворюваннями з найвищою смертністю. У розвинених країнах психогенним переїданням страждають близько 1,6 % жінок і 0,8 % чоловіків залежно від року. За десятиліття[яке?] кількість госпіталізацій, пов'язаних з РХП, зросла серед усіх вікових груп. Найбільший ріст відбувся серед людей 45-65 років (88 %), після госпіталізацій серед осіб до 12 років (зростання на 72 %).
Лише від 0 до 15 % хворих булімією і анорексією — чоловіки. У 2008—2009 88 % хворих РХП було серед жінок, 12 % чоловіки. Анорексія вражає близько 0,4 %, булімія — біля 1.3 % молодих жінок залежно від року. До 4 % жінок переживають анорексію, 2 % — булімію, і 2 % — психогенне переїдання в певний момент часу. Жінки частіше за чоловіків набувають харчових розладів у віці 13-30 років. За десятиріччя госпіталізації чоловіків з основним діагнозом РХП збільшилися на 53 %, від 10 % до 12 %.
Загальні витрати в США за перебування в лікарні через чи включаючи харчові розлади зросла з $165 млн в 1999/2000 році до 277 млн.дол. в 2008—2009; це на 68 % більше. Середня вартість утримання людини з харчовим розладом зросла на 29 % протягом десятиліття, від $7,300 до $9,400.
Вплив ЗМІ на харчові розлади, показані в позитивному чи негативному світлі, зобов'язує дотримуватися обережності при просуванні зображень, що проєктують "ідеал", досягнення котрого багатьох зверне до харчових розладів. Для викорінення нездорового образу тіла в світі моди в 2015 році Франція прийняла закон, що зобов'язує моделей бути визнаними лікарем здоровими для участі у показах. Також він вимагає позначати ретушовані зображення поміткою про ретуш у журналах.

## Механізми
- Біохімічні: харчова поведінка — комплексний процес, контрольований нейро-ендокринною системою, основним компонентом в якій є гіпоталамо-гіпофізарно-адреналова ось (HPA axis). Дерегуляція осі HPA була асоційована з харчовими розладами,[13][13] так, порушення продукування, кількості чи трансмісії певних нейромедіаторів, гормонів[13], нейропептидів[13] та амінокислот, таких як гомоцистеїн (високі рівні виявлені при анорексії, булімії та депресії).[13]
  - Серотонін: нейротрансміттер, задіяний при депресії, також має інгібіторний ефект на харчову поведінку.[13][13][13][13][13]
  - Норадреналін — аномальні об'єми і як нейротрансміттера, і як гормону, впливають на харчову поведінку.[13][13]
  - Дофамін: прекурсор норадреналіну та епінефину, також — нейротрансміттер, що регулює винагороду за їжу.[13][13]
  - Нейропептид Y — гормон, що заохочує вживання їжі та знижує швидкість метаболізму. Рівні NPY в крові при анорексії зростали, дослідження показали, що ін'єкції цього гормону в мозок щурів з обмеженим харчуванням підвищували час, проведений за бігом в колесі. В нормі NPY стимулює харчування у здорових людей, але в умовах голодування підвищує аквтивність, імовірно для шансу знайти їжу. Високий рівень при РХП може пояснити надмірні тренування, характерні для більшості хворих анорексією.
  - Лептин і грелін: лептин — гормон, виробляється переважно жировими клітинами; знижує апетит, викликаючи почуття ситості. Грелін — гормон апетиту, виробляється в шлунку  та верхній ділянці малого кишечника. Циркуляція концентрацій обох гормонів — важливий фактор в контролі ваги. Незважаючи на часті зв'язки з ожирінням, ці гормони та їх ефекти торкаються патофізіології як анорексії, так і булімії. виявленої у здорової людини з низьким ІМТ та індивідуумом з нервовою анорексією.[13] Лептин також може бути використаний для розрізнення конституційної худорлявості людини з низьким ІМТ та худобою хворих на анорексію.[13]
- Кишкові бактерії та імунна система: дослідження показали, що більшість пацієнтів з анорексією та нервовою булімією мають підвищений рівень аутоантитіл, які впливають на гормони та нейропептиди, що регулюють контроль апетиту та реакцію на стрес. Існує пряма кореляція між рівнем аутоантитіл та відповідними психологічними рисами. Пізніше дослідження показало, що аутоантитіла, які реагують на альфа-MSH, насправді виробляються проти ClpB, білка, що виробляється певними кишковими бактеріями, наприклад, Escherichia coli. Білок ClpB був ідентифікований як конформаційний антиген-міметик альфа-MSH. У пацієнтів з розладами харчової поведінки плазмові рівні анти-ClpB IgG та IgM корелюють з психологічними особливостями пацієнтів
- Інфекція: PANDAS — це абревіатура для позначення дитячих аутоімунних нервово-психічних розладів, пов'язаних зі стрептококовими інфекціями. Діти з PANDAS мають обсесивно-компульсивний розлад (ОКР) та/або тики, такі як синдром Туретта, і у яких симптоми погіршуються після інфекцій, таких як «стрептококова ангіна» та скарлатина. (NIMH) Існує ймовірність того, що в деяких випадках PANDAS може бути прискорюючим фактором розвитку нервової анорексії (PANDAS AN).
- Ураження: дослідження показали, що патологічні симптоми розладу харчової поведінки можуть викликати ураження правої лобової або скроневої частки мозку.
- Пухлини: новоутворення в різних ділянках мозку пов'язані з розвитком аномальних харчових патернів.[13]
- Кальцифікація мозку: дослідження висвітлює випадок, коли попередня кальцифікація правого таламуса могла сприяти розвитку нервової анорексії.
- Соматосенсорний гомункул: зображення тіла, розташованого в соматосенсорній корі головного мозку, вперше описане відомим нейрохірургом Уайлдером Пенфілдом. Спочатку ілюстрація отримала назву «Гомункул Пенфілда», гомункул означає «маленька людина». «У нормальному розвитку ця репрезентація повинна адаптуватися, коли організм проходить через пубертатний стрибок росту. Однак, існує гіпотеза, що при РАС спостерігається недостатня пластичність у цій сфері, що може призвести до порушень сенсорної обробки та спотворення образу тіла». (Брайан Ласк, також запропоновано В.С. Рамачандраном)
- Акушерські ускладнення: Були проведені дослідження, які показали, що куріння матері, акушерські та перинатальні ускладнення, такі як материнська анемія, дуже передчасні пологи (менше 32 тижнів), народження дитини з малою вагою для гестаційного віку, неонатальні серцеві проблеми, прееклампсія, інфаркт плаценти та наявність цефалгематоми при народженні підвищують фактор ризику розвитку нервової анорексії або нервової булімії. Частково цей ризик розвитку, як у випадку з інфарктом плаценти, анемією матері та серцевими проблемами, може спричинити внутрішньоутробну гіпоксію, а оклюзія пуповини або випадіння пуповини може викликати ішемію, що призводить до пошкодження головного мозку, префронтальна кора головного мозку у плода та новонародженого дуже чутлива до пошкодження внаслідок кисневого голодування, яке, як було доведено, сприяє розвитку виконавчої дисфункції, СДУГ та може впливати на риси особистості, пов'язані як з розладами харчової поведінки, так і з супутніми розладами, такими як імпульсивність, ригідність психіки та нав'язливість. Проблема перинатальної черепно-мозкової травми, з точки зору витрат для суспільства, постраждалих осіб та їхніх сімей, є надзвичайною. (Яфенг Донг, доктор філософії)
- Симптом голоду: Докази свідчать, що симптоми розладів харчової поведінки насправді є симптомами самого голодування, а не психічного розладу. У дослідженні за участю тридцяти шести здорових молодих чоловіків, яких піддавали напівголодному голодуванню, незабаром у них почали проявлятися симптоми, які зазвичай зустрічаються у пацієнтів з розладами харчової поведінки. У цьому дослідженні здорові чоловіки їли приблизно половину того, що вони звикли їсти, і незабаром у них почали розвиватися симптоми і патерни мислення (заклопотаність їжею і прийомом їжі, ритуальне харчування, порушення когнітивних здібностей, інші фізіологічні зміни, такі як зниження температури тіла), які є характерними симптомами нервової анорексії. У чоловіків, які брали участь у дослідженні, також розвинулася поведінка накопичення та обсесивного колекціонування, навіть якщо вони не мали ніякого використання цих предметів, що виявило можливий зв'язок між розладами харчової поведінки та обсесивно-компульсивним розладом.

## Класифікація
Під харчовими розладами розуміють психологічно обумовлені розлади поведінки, пов'язані з прийомом їжі. Це група синдромів з різним змістом: від нервової анорексії, що часто призводить до смерті, до здатного мимовільно припинитися психогенного переїдання. Основними харчовими розладами є нервова булімія та нервова анорексія.
Нервова булімія — розлад, що характеризується психогенним переїданням і заходами, спрямованими на очищення організму від з'їденого, а також надмірною залежністю власної значущості від ваги або тілесних форм. Заходи з очищення можуть включати власноруч викликане блювання, надмірні тренування, а також використання діуретиків, клізм і проносних засобів. Нервова анорексія характеризується екстремальним обмеженням харчування та надмірною втратою ваги, що супроводжується страхом набрати вагу. Крайня втрата ваги часто призводить до аменореї (порушення менструального циклу з припиненням менструацій). Хоча аменорея раніше була обов'язковим діагностичним критерієм, вона більше не потрібна, щоб задовольняти критеріям нервової булімії — через пацієнтів-чоловіків, жінок у постменопаузі, або які не менструювали з інших причин.

### Діагностика за МКХ-10 та DSM-5
Наступні розлади визначаються як психічні розлади у стандартних діагностичних посібниках: МКХ-10, DSM-IV, або в обох з них.

#### Нервова анорексія
Нервова анорексія (Anorexia Nervosa, F50.0) характеризується відсутністю підтримання здорової ваги тіла, нав'язливим страхом набрати вагу або відмовою від набору і нереалістичністю сприймання (або невизнання серйозності) поточної низької маси тіла: навмисним зниженням ваги, викликаним та/або підтримуваним самим(-ою) пацієнтом(-кою). Можливі симптоми — аменорея, втрата кісткової маси, втрата цілісності шкіри і т. д. Зростають навантаження на серце, підвищуючи ризик інфарктів і серцевих порушень. Значно зростає ризик смерті. Дослідники масово починають звертати увагу, що анорексія — не просто індивідуальна, соціальна або медіапроблема, але може бути пов'язана з біологічною або генетичною компонентами. DSM-V включає багато змін, які краще представляють пацієнток з цими станами. У DSM-4 для діагностики анорексії вимагалась аменорея, в DSM-V ця вимога знята. Виділяють атипову нервову анорексію (F50.1), коли відсутні одна або більше з ключових ознак нервової анорексії, таких як аменорея або значна втрата ваги, але в іншому клінічна картина є досить типовою. DSM-IV визначає два підтипи нервової анорексії.

#### Нервова булімія
Нервова булімія (Bulimia Nevrosa, F50.2) характеризується періодичними психогенними переїданнями з подальшою компенсаторною поведінкою (власноруч викликане блювання, переїдання до блювоти, надмірне використання проносних/сечогінних, надмірні фізичні навантаження). Голодування і надмірні стресові навантаження можуть також використовуватися як метод очищення після зриву. Характеризується надмірною заклопотаністю контролюванням ваги тіла, що призводить до вживання хворими надзвичайних заходів для пом'якшення впливу з'їденої їжі. Виділяють також атипову нервову булімію (F50.3), коли відсутні одна або більше ознак з числа ключових для нервової булімії, але в іншому клінічна картина досить типова. Найчастіше це стосується людей з нормальною або навіть надмірною вагою, але з типовими періодами переїдання, що супроводжуються блювотою або прийомом проносних засобів.

#### Психогенне переїдання
Психогенне переїдання (Binge Eating Disorder, BED) характеризується періодичним об'їданням, принаймні, раз на тиждень протягом 3 місяців, з пеживанням браку контролю і почуттям провини після переїдання. Розлад може розвинутися у людей різних вікових груп і соціально-економічних класів. Виділяють також зворотнє психогенне переїдання (F50.4), що приводить до надмірної ваги і є реакцією на дистрес, може слідувати за втратою близьких, нещасними випадками, хірургічними операціями та емоційним дистресом, особливо в людей, схильних до повноти.

#### М'язова дизморфія
М'язова дизморфія (Muscle dysmorphia) характеризується поглинутістю думками щодо власного тіла як занадто малого, занадто м'якого, недостатньо м'язистого або недостатньо стрункого. Вражає в основному чоловіків. Див.також дисморфофобія.

#### Психогенне блювання
Крім викликаного у себе блювання при нервовій булімії, повторюване блювання може мати місце при дисоціативних розладах (F44), іпохондричному розладі (F45.2), де воно може бути одним із соматичних симптомів, і при вагітності, коли в походженні нудоти і блювоти можуть брати участь емоційні фактори.

#### Інші розлади вигодовування та харчування (OSFED)
Порушення харчування, що не відповідають повній версії DSM-IV-критеріїв для анорексії, булімії чи психогенного переїдання. Приклади включають осіб з атиповою нервовою анорексією, які задовольняють всім критеріям, крім недостатньої ваги, незважаючи на значні втрати ваги; атипової нервової булімії, що відповідають всім критеріям, за винятком того, що булімічна поведінка зустрічається рідше або не триває досить довго; purging disorder; синдром нічної їжі.
- Компульсивне переїдання (Compulsive overeating, COE) — звичне вживання великих кількостей їжі, а не інколи і для особливого задоволення, що типово для психогенного переїдання. Пов'язане з обсесивно-компульсивним розладом і є компульсивним ритуалом в його рамках.
- Прегорексія[ru] (pregorexia) — екстремальна дієта і вправи для контролю ваги під час вагітності. Розлад вивчений слабко, по ньому бракує даних і вони не систематизлвані. Характерні: навмисна відмова від прийому їжі з метою збереження стрункості, прагнення приховувати живіт і не набирати вагу, виснажливі вправи[26]. Недоїдання під час вагітності пов'язане з низькою вагою новонароджених, ішемічною хворобою серця, цукровим діабетом 2-го типу, інсультом, гіпертонією, ризиком серцево-судинних захворювань та депресією.[27]
- Орторексія[en] — одержимість «чистотою» дієти, коли нездорова їжа уникається до ступеня, що заважає життю[28], нав'язливе бажання харчуватися "правильно", їсти тільки здорову їжу.
- Розлад вибіркового харчування[en], також званий розбірливістю в їжі (picky eating) — крайня вимогливість до смаку їжі, що переростає у споживання обмеженого списку продуктів і небажання куштувати нові види їжі. Принципи вибору продуктів можуть бути будь-якими: від кольору до видової приналежності. Людина з розладом може мати або не мати особливо розвинену смакову чутливість (supertester).
- Аллотриофагія (спотворення смаку) — поїдання неїстівних речовин, часто небезпечних і гострих предметів: скла, цвяхів тощо. В м'якшій формі спостерігається у вагітних як наслідок ендоінтоксикації. Поїдання неїстівного неорганічного походження у дорослих (F50.8). Поїдання неїстівного (збочений апетит) у дорослих (F50.8).
- Дранкорексія[en] (drunkorexia) — навмисне обмеження прийому їжі в цілях резерву алкогольних калорій; надмірні вправи для спалення калорій, спожитих з алкоголем; надмірне вживання алкоголю для того, щоб виблювати раніше спожиту їжу.[29] Перехід на так звану алкогольну дієту, коли прийом їжі замінюється вживанням алкоголю з метою навмисного зниження чи контролю ваги.
- Діабулімія — умисне маніпулювання рівнем інсуліну при діабеті в прагненні контролювати вагу (введення доз, менших за необхідні, або припинення прийому).
- Зберігання їжі — аномальна харчова поведінка дітей у прийомних сім'ях.[30]
- Психогенна втрата апетиту (F50.8)
- Синдром гурмана (Gourmand syndrome) — рідкісний стан, що виникає після пошкодження лобних долей головного мозку, в результаті чого з'являється надмірна зосередженість на високоякісних продуктах.[31]
- Непоточнені розлади прийому їжі (F50.9)

### Ожиріння і харчові розлади
Ожиріння як причина, а не наслідок психічних порушень, не належить до харчових розладів, хоча може обумовлювати чутливість людини щодо її зовнішнього вигляду і сприяти втраті впевненості в міжособистісних зв'язках, а суб'єктивна оцінка розміру тіла може бути перебільшеною. Ожиріння в МКБ-10 включене в групи F38 («Інші розлади настрою»), F41.2 («Змішаний тривожний і депресивний розлад») або F48.9 («Невротичний розлад ») в поєднанні з одним з кодів групи E66 («Ожиріння») для зазначення типу ожиріння. Ожиріння як прояв побічного ефекту довгострокової терапії нейролептиками, антидепресантами чи іншими препаратами також не належить до РХП і класифікується як E66.1 (Ожиріння, спричинене прийомом лікарських засобів) у поєднанні з одним із діагнозів класу XX МКБ-10 (що позначають зовнішні причини) для зазначення препарату.
Ожиріння може стати мотивацією до дотримання дієти, що, в свою чергу, призводить до легких афективних симптомів (тривога, неспокій, слабкість і дратівливість) або, рідше, до важких депресивних симптомів («депресія дієти»), для цих симптомів використовується код з F30—F39 (розлади настрою) або F40—F49 (невротичні, пов'язані зі стресом і соматоформні розлади) в поєднанні з F50.8 (інші розлади прийому їжі) для вказівки дієти і E66 (ожиріння) для вказівки на тип ожиріння.

## Ознаки та симптоми
Симптоми та ускладнення варіюються в залежності від природи та тяжкості розладу харчової поведінки:
| акне                | ксеродерма              | аменорея              | втрата зубів, карієс |
| закрепи             | діарея                  | водянка або/чи набряк | лануго               |
| телогенова алопеція | зупинка серця           | гіпокаліємія          | смерть               |
| остеопороз          | електролітний дисбаланс | гіпонатріємія         | атрофія мозку        |
| пелагра             | цинга                   | відмова нирок         | суїцид               |

Фізичні симптоми деяких РХП: слабкість, втома, чутливість до холоду, зниження росту бороди у чоловіків, зниження ерекції, зниження статевого потягу, втрата ваги і порушення розвитку. Непояснювана захриплість голосу може бути ознакою основного захворювання, в результаті кислотного рефлюксу, або потрапляння кислого шлункового вмісту в фаринго-езофагеальний тракт. Пацієнти, які викликати блювоту, схильні до ризику печії. Синдром полікістозних яєчників (СПКЯ) є найбільш поширеним серед жінок ендокринним розладом. Хоча він часто асоціюється з ожирінням, може відбуватися при нормальній вазі. СПКЯ пов'язаний з переїданням і булімічною поведінкою. Інші можливі прояви -сухість губ, синдром обпеченого язика, набухання привушної залози, та розлад скронево-нижньощелепного суглоба (temporomandibular joint dysfunction).

### Психопатологія
Психопатологія розладів харчової поведінки зосереджується навколо:
- порушень образу тіла, стурбованості вагою і фігурою;
- надмірної залежності самооцінки від маси і форм тіла;
- страху набрати вагу, навіть при її нестачі;
- запереченні важкості симптомів;
- спотворенні переживання тіла.[47]

### Наслідки харчових розладів
Симптоми анорексії включають високий ризик остеопорозу: кістки стають крихкими, виснаженими, малощільними. Дуже поширені витончення волосся, сухість волосся і шкіри. Без лікування м'язи серця починають змінюватися, ще викликає аномально повільний серцевий ритм поряд з низьким артеріальним тиском, та, в результаті, серцеву недостатність. М'язи всього тіла втрачають силу, що призводить до слабкості, сонливості та втрат свідомості. Поряд з цими симптомами, тіло вкривається шар волосся (лануго) у відповідь на нестачу тепла і теплоізоляції через низький відсоток жиру в організмі.
Симптоми булімії включають проблеми з серцем, такі як аритмія, що може призвести до серцевої недостатності і смерті. Це відбувається через електролітний дисбаланс, який є результатом постійного переїдання і блювання. Зростає ймовірність розриву шлунка, що може бути фатальним. Кислоти, які містяться в блювотних масах, можуть викликати розрив у стравоході, а також карієс. Як наслідок зловживання проносними, можливі нерегулярні дефекації разом із запорами. З'являються язви вздовж слизової шлунка (виразка шлунка), ймовірний розвиток панкреатиту.
Симптоми психогенного переїдання включають високий кров'яний тиск, що за відсутності лікування може спричинити хвороби серця. Багато хворих помічають збільшення рівня холестерину. Зростає шанс розладів жовчного міхура, що впливає на кишковий тракт.

## Діагностика
Початковий діагноз повинен виконуватись компетентним медичним працівником. «Історія хвороби — найпотужніший інструмент для діагностики розладів харчової поведінки» (American Family Physician). Безліч розладів імітують харчові і коморбідні психічні розлади. Всі органічні причини повинні бути виключені до постановки діагнозу розлади харчового або будь-якого іншого психічного розладу. В останні 30 років РХП стають все більш помітними і невідомо, чи зміни в репрезентації відображають справжнє зростання.[джерело?] Анорексія і булімія — найчіткіше визначеними підгрупи більш широкого спектру харчових розладів. Багато хворих з підпороговими вираженнями двох основних діагнозів: інші з різними візерунками і симптомами.

### Психологічна діагностика
| Eating Attitudes Test     | SCOFF questionnaire                   |
| Body Attitudes Test       | Body Attitudes Questionnaire          |
| Eating Disorder Inventory | Eating Disorder Examination Interview |

Після виключення органічних причин і початкового діагнозу РХП медичним працівником (психіатр), кваліфікований фахівець в області психічного здоров'я (психотерапевт) допомагає в оцінці та лікуванні основних психологічних компонентів харчового розладу та будь-яких супутних психологічних станів. Лікар(ка) проводить клінічне інтерв'ю і може використовувати різні психометричні тести. Деякі мають загальний характер, в той час як інші розроблені спеціально для використання в оцінці РХП. З загальних можуть бути використані Шкала депресії Гамільтона і Шкала депресії Бека. Лонгітюдне дослідження показало збільшену ймовірність розвитку булімії в молодої дорослої жінки в майбутньому через нинішній психологічний тиск на неї; зі старшанням і дозріванням емоційні проблеми змінюються або вирішуються — і симптоми спадають.

## Причини
Причини харчових розладів прояснені не до кінця.
Багато людей з РХП мають дисморфофобію (викривлене бачення власного тіла). Висока частка осіб з діагнозом дисморфофобії також має певний тип харчового розладу, з 15 % осіб, що мають або анорексію, або булімію. Цей зв'язок між дисморфофобією і анорексією пов'язаний з тим, що обидва характеризуються зацикленістю на зовнішності і спотворенням схеми тіла. Крім того, зростання захворюваності РХП часто пов'язують з тим, що медіаобрази ідеалізованих худорлявих людей, таких як моделі і знаменитості, мотивують і змушують людей намагатися досягти стрункості. ЗМІ спотворюють дійсність у тому сенсі, що люди, зображувані в медіа, або від природи худорляві і, отже, не репрезентують уявлень про норму, або неприродно худі через насилля над власним тілом для вигляду за ідеалізованим зразком. Хоча минулі результати описували в першу чергу психологічні, екологічні та соціокультурні причини харчових розладів, нові дослідження виявили докази існування спадкового аспекту причин РХП. Є також багато інших можливостей — екологічних, соціальних і міжособистісних проблем, які могли б просувати і підтримувати ці хвороби.

### Спадкові
Численні дослідження свідчать про можливу генетичну схильність до порушень харчування, як результат менделівського спадкування. Близнюкові дослідження виявили незначні випадки генетичної варіативності при розгляді різних критеріїв, як анорексії, так і булімії як ендофенотипи сприяють розладам в цілому. Генетичний зв'язок був знайдений на хромосомі 1 в кількох членів сім'ї людини з анорексією. Особи першого ступеня спорідненості з тими, хто мали або мають в даний час харчовий розлад, у 7-12 разів частіше самі мають харчові розлади. Близнюкові дослідження також показують, що принаймні частина уразливість до розвитку РХП може бути успадкованою, і є докази існування генетичний локусу, пов'язаного зі схильністю до розвитку анорексії. Близько 60 % випадків РХП пов'язані з біологічними і генетичними компонентами. Решта — з зовнішніми причинами або проблемами в розвитку. Є й інші нейробіологічні фактори, пов'язані з емоційною реактивністю та імпульсивністю, що може призвести до об'їдання і компенсаторно-очисної поведінки.
Епігенетика: епігенетичні механізми пояснюють, як середовищні ефекти змінюють експресію генів (наприклад, метилювання ДНК), не змінюючи основної послідовності ДНК. Вони спадкові, але також можуть виникати протягом усього життя, і потенційно зворотні. Порушення регуляції дофамінергічної нейротрансмісії через епігенез залучене в різні харчові розлади."Епігенетичні механізми можуть сприяти відомим змінам ПНФ гомеостазу у жінок з розладами харчової поведінки." Інші гени-кандидати для епігенетичних досліджень харчових розладів включають лептин, проопіомеланокортин (POMC) і мозковий нейротрофічний фактор.

### Фізіологічні
Існують гіпотези, що пояснюють появу РХП фізіологічними причинами, в тому числі проблемами метаболізму. Припускають, що первинні гіпоталамічні та/або супрагіпоталамічні порушення призводять до гормонального дисбалансу на рівні нейромедіаторів. Так, наприклад, багато досліджень пов'язують виникнення анорексії та булімії з порушенням захоплення серотоніну, а також з відхиленням у функціонуванні периферійних механізмів насичення. Подібні причини можна припустити і для інших харчових розладів. Проблема цієї гіпотези у тому, що далеко не у всіх людей, які страждають порушенням метаболізму, розвиваються розлади прийому їжі. Саме на цьому засновані уявлення про провідну роль психологічної складової в харчових розладах.

#### Целіакія
Люди з шлунково-кишковими розладами можуть мати вищий ризик розвитку РХП, ніж у загальній популяції, в основному це порушення обмеження харчування. Знайдено зв'язок нервової анорексії з целіакією. Шлунково-кишкові симптоми відіграють у розвитку РХП досить складну роль. Деякі дослідження свідчать, що невизначені симптоми шлунково-кишкових хвороб можуть створити неприязнь до їжі і змінити харчування. Інші повідомляють, що більше симптомів протягом діагностики вели до більшого ризику. Підтверджено, що деякі люди з целіакією, синдромом подразненого кишечника і загальними захворюваннями кишечника, які не усвідомлюють важливості чіткого дотримання дієтичних приписів, обирають споживати свої продукти-тригери, щоб сприяти втраті ваги. З іншого боку, у людей з хорошим дотриманням дієти може розвиватись тривожність, неприязнь до їжі і РХП через зосередження на забрудненні продуктів. Дехто припускають, що медперсонал повинен оцінити наявність нерозпізнаної целіакії у всіх людей з РХП, особливо там, де є які-небудь шлунково-кишкові симптоми (наприклад, зниження апетиту, біль у животі, метеоризм, блювання, діарея, закрепи), втрата ваги чи затримка росту; а також регулярно опитувати людей з целіакією стосовно ваги, фігури, дієти ибо блювання для контролю ваги, для оцінки можливої наявності РХП, особливо жінок.

### Психічні
Деякі дослідження тлумачать харчові розлади як варіанти афективних розладів. Емоційна компонента часто супроводжує РХП, при цьому багато афективних розладів проходять без порушення у сфері харчування. Когнітивне упередження уваги може вплинути на харчові розлади. Багато досліджень перевіряли цю теорію.

#### Коморбідна психопатологія
Розлади харчової поведінки класифікуються по Осі І DSM-IV. Існують різні інші психологічні проблеми, які можуть впливати на РХП, деякі задовольняють критеріям окремих діагнозів Осі І або розладів особистості, що кодуються Віссю II і, отже, є коморбідними з РХП. Причино-наслідкові зв'язки між розладами особистості та розладами харчової поведінки ще не повністю сформульовані. У деяких людей попередні психічні розлади можуть підвищити їх уразливість для розвитку РХП. У декого розвиваються після. Тяжкість та вид симптомів харчового розладу впливають на супутні захворювання. DSM-IV не призначено для самодіагностики непрофесіоналами, навіть лікарі мають значні розбіжності щодо критеріїв для різних діагнозів, включаючи РХП. Дискусія з приводу різних видань, включаючи останнє, DSM-V, точилася в травні 2013 року. Деякі розлади, такі як спотворення смаку та румінативний, частіше зустрічаються у людей з особливостями інтелектуального розвитку.
| Вісь І                          | Вісь II                                    |
| ------------------------------- | ------------------------------------------ |
| депресія                        | обсесивно-компульсивний розлад особистості |
| наркоманія, алкоголізм          | межовий розлад особистості                 |
| тривожні розлади                | нарцисичний розлад особистості             |
| обсесивно-компульсивний розлад  | гістріонний розлад особистості             |
| Дефіцит уваги (гіперактивність) | уникаючий розлад особистості               |

#### Особистісні риси
Існують різні риси особистості у дітей, пов'язані з розвитком РХП. У підлітковості та юності вони можуть посилилися через ряд фізіологічних та культурних впливів, таких як гормональні зміни статевого дозрівання, стрес, пов'язаний з наближенням вимог дорослості, соціальнокультурні впливі та сприйняті очікування соціуму, особливо стосовно образу тіла. Харчові розлади були асоційовані з крихким самовідчуттям і невпорядкованою менталізацією. Багато особистісних рис мають генетичний компонент і високо спадкуються. Неадекватні рівні певних рис характеру можуть набуватись в результаті аноксичних або травматичних мозкових порушень, нейродегенеративних захворювань, таких як хвороба Паркінсона, нейротоксичності (наприклад, вплив свинцю), бактеріальних інфекцій (таких як хвороба Лайма) або паразитозів (таких як токсоплазма), а також гормональних впливів. Хоча дослідження ще тривають, через використання різних методів візуалізації, таких як МРТ, ці риси, як було показано, зароджуються в різних ділянках мозку, таких як мигдалеподібне тіло і префронтальна кора. Порушення в префронтальній корі та системі виконавчих функцій впливає на харчову поведінку.

### Соціальні
Поширення харчових розладів пов'язують з величезним впливом суспільства на норми і цінності. Останні десятиліття західні суспільства ідеалізують худорлявість, асоційовану із успіхом, здоров'ям, привабливістю та дисципліною. Повнота асоціюється з непривабливістю, лінню, некомпетентністю. Зростання РХП в розвинених країнах за останні 40-50 років пов'язують з поширенням у суспільстві ідеалу худорлявості, що корелює з надмірною стурбованістю хворих булімією і анорексією своєю вагою і тілом.
З «соціальної» гіпотези припускають, що саме через гендерні ролі та гендерні стереотипи харчовими розладами страждають в основному жінки, тоді як чоловіки схильні до трудоголізму. Обидва ці захворювання можна розцінювати як гіперболізацію прийнятих у соціумі цінностей, де, за пріоритетами патріархатного суспільства, жінка має бути зовнішньо привабливою для успішної взаємодії з чоловіками, а чоловік має реалізовуватись перш за все у суспільстві і на роботі.

#### Жорстоке поводження з дітьми тапедофілія
Аб'юз щодо дітей (фізичний, психологічний та сексуальний), так само як ігнорування (неглект), приблизно потроюють ризик харчового розладу. Сексуальне насильство над дітьми приблизно подвоює ризик булімії; для анорексії зв'язок менш ясний.

#### Батьківський вплив
Вплив батьків виявлено невід'ємною складовою у розвитку харчової поведінки дітей. Він проявляється і формується цілим рядом факторів, таких як спадкова генетична схильність, харчові уподобання, продиктовані культурними або етнічними патернами, фігури та харчов звички батьків, ступінь участі та очікування щодо харчової поведінки, а також міжособистісні відносини батьків і дитини. Це, в додаток до загального соціо-психологічного клімату будинку і наявності чи відсутності стабільної сприятливої стабільної. Показано, що жорстоке батьківське поводження відіграє важливу роль у розвитку розладів харчової поведінки. Що ж стосується тонших аспектів батьківського впливу, виявлено, що харчові патерни встановлюються ще в ранньому дитинстві і що дітям має бути дозволено вирішувати, коли їх апетит задоволений, вже у віці двох років. Прямий зв'язок встановлено між ожирінням і батьківським тиском їсти більше. Тактика примусу не отримала доказів ефективності в контролі харчової поведінки дитини. Любов і увага впливають на ступінь вибірковості смаків дитини і прийняття нею більш різноманітного раціону.
Adams і Crane (1980) показали, що батьки перебувають під впливом стереотипів, які впливають сприйняття ними тіла їх дитини. Трансляція цих негативних стереотипів також впливає на власний образ тіла дитини і задоволення ним. Hilde Bruch, піонерка в області вивчення харчових розладів, стверджує, що анорексія частіше зустрічається у дівчаток, які є відмінницями, слухняними, завжди намагаються порадувати батьків. Їх батьки схильні до надмірного контролю і нездатні заохочувати вираження емоцій, пригнічуючи прийняття дочками власних почуттів і бажань. Дівчатка-підлітки у подібних владних сім'ях слабко розвивають незалежність від родини, все ж усвідомлюючи її необхідність, що часто призводить до бунтів. Контроль харчування може поліпшити їх самопочуття, приносячи відчуття контролю.

#### Ідеалізація худоби та сексуальна об'єктивація у медіа
Основну роль у впливі на переживання образу тіла людьми відіграють медіа. Поряд зі ЗМІ вплив батьків, однолітків, самооцінкові переконання теж вкладаються в уявлення про себе. Тон представлення зображень ЗМІ може мати тривалий ефект на сприйняття власного образу тіла. Харчові розлади є глобальною проблемою, і в той час як жінки більш імовірно будуть вражені РХП, медіа все одно впливають на обидві статі (Schwitzer, 2012).
Існує взаємозв'язок між «ідеалом худолявості» в соціальному медіаконтенті та незадоволеністю тіла і харчовими розладами серед молодих жінок, особливо в західній півкулі. Нове дослідження вказує на «інтерналізацію» викривлених нереалістичних онлайн-зображень, а також негативних порівнянь себе з ними, серед молодих жінок. Більшість досліджень проводились у США, Великій Британії та Австралії, де худорлявий ідеал сильно поширений серед жінок, як і прагнення до «ідеального» тіла.
Коли частини тіла ізольовані одна від одної і відображаються в ЗМІ як об'єкти для розглядання, це називається сексуальною об'єктивацією, від якої системно потерпають жінки. Об'єктивація збільшує самооб'єктивацію — оцінку власного тіла і його частин через схвалення та задоволення інших. Існує значущий зв'язок між самооб'єктивацією, незадоволенням тілом і харчовими розладами. За теорією соціального порівняння та самооб'єктивації, серед молодих жінок є тенденція порівнювати власну зовнішність з іншими, що може спричинити негативне уявлення про власні тіла і зміни в харчуванні, що в свою чергу може розвиватися в РХП.

##### Проанорексійна субкультура
Термін «pro-ana» відноситься до пропаганди поведінки, пов'язаної з нервовою анорексією, в онлайн-спільнотах. Деякі вебсайти просувають харчові розлади і служать платформою спілкування для підтримки РХП. Через особисті блоги і Твіттер проанорексійна спільнота просуває харчові розлади як «стиль життя», постійно публікуючи фото виснажених тіл і поради, як залишатися худою. Хештег #proana (про-анорексія) є продуктом суспільства, як і зображення дефіциту ваги, позначені підписом «thinspiration» («натхнення худобою»). Ці сайти часто інтерактивні і мають дискусійні форуми, де люди можуть поділитися стратегіями, ідеями та досвідом, такими як дієта і вправи, що дозволяють досягти аномально низької ваги. Учасниці та учасники цих сайтів, як правило, відчувають, що їхні харчові розлади — єдиний аспект хаотичного життя, який вони можуть контролювати. Дослідження зіставили особисті блоги, що пропагували харчові розлади, та блоги, націлені на одужання: блоги з просуванням РХП містять формулювання, що відображають зниження когнітивних процесів, використовують більш консервативний стиль письма, з меншою кількістю емоцій та соціальних посилань, і більше зосереджені на темах, пов'язаних з їжею, ніж блоги про відновлення.

#### Культурний тиск
Культурний акцент на худорлявість особливо поширений в західному суспільстві. Сприйняття дітьми зовнішнього тиску на досягнення ідеального тіла, представленого в медіа, викликає у дітей невдоволення тілом, дисморфофобічний розлад, розлади кишечника. «Культурний тиск на жінок і чоловіків бути „ідеальними“ є важливим чинником розвитку харчових розладів». Коли жінки усіх рас будують свої самооцінки на тому, що культурно визначено ідеальним тілом, поширення РХП зростає. Харчові розлади стають все більш поширеними і в незахідних країнах, де худорлявість не розглядається як ідеал. Дослідження анорексії у всіх незахідних регіонах світу вказують на розлад не виключно як «культурно-пов'язаний». Однак дослідження булімії припускають, що культурний зв'язок існує: у незахідних країнах булімія менш поширена за анорексію, але про країни, де це спостерігається, можна напевно чи точно сказати, що вони піддаватися впливу західної культури та ідеології.
Соціально-економічний статус (SES) розглядається як фактор ризику РХП, з гіпотезою, що мати більше ресурсів дозволяє людині активно вибирати дієту і знижувати вагу. Досліджено також зв'язок між збільшенням невдоволення тілом та зростанням СЕС. Однак після досягнення високого соціально-економічного статусу цей зв'язок слабшає і в деяких випадках більше не існує.
ЗМІ відіграють важливу роль у тому, як люди бачать себе. Незліченні рекламні оголошення та рекламні ролики зображують худорлявих знаменитостей, об'єктивуючи їх. Суспільство вчить людей, що прийняття іншими необхідне будь-якою ціною. Це призводить до переконання, що аби бути прийнятими, необхідно виглядати певним чином. Конкурси краси, такі як Міс Америка, формують уявлення про привабливість і красу у зовсім юних дівчаток. Сексуальна об'єктивація жінок, що є причиною ідеалізації худорлявості (і одночасно певних типів фігури), охоплює значно ширші сфери: в першу чергу, це сексуалізовані та нерепрезентативні зображення жіночого тіла в рекламі, маркетингу, порнографії, мистецтві; індустрії проституції, порнографії та стриптизу; сексуалізоване виробництво одягу для жінок; нав'язування жінкам пластичних операцій. Об'єктивація, фактично пронизуючи усі сучасні суспільства, задля чоловічого задоволення транслює дівчатам та жінкам нездорові стандарти зовнішності.

#### Тиск однолітків
За даними різних досліджень The McKnight Investigators, тиск з боку одноплітків значно вкладається в формування образу тіла та ставлення до їжі у підлітковості та у ранні двадцять. В університеті Маямі дослідили 236 дівчат-підліток зі шкіл у Південно-Східній Флориді. «Підліткова стурбованість дівчат з приводу власної ваги, прояву перед іншими та їх уявлення, що однолітки хочуть бачити їх стрункими, значимо пов'язані із поведінкою контролю ваги. Це дуже важливо». 40 % 9- і 10-річних дівчаток вже намагаються схуднути. Така дієта виникає під впливом ровесників, багато з людей на дієті повідомили, що їх подруги теж були на дієті. Кількість подруг на дієті і кількість друзів/подруг, які спонукали до дієти, грає важливу роль в їх власних виборах. Елітні спортсменки мають значно вищий рівень РХП. Спортсменки у таких видах спорту, як гімнастика, балет, дайвінг тощо, підлягають найвищому ризику серед всіх спортсменок.

##### Тиск у спорті
Чинник культурного ризику актуальний в світі спорту. Спортсменки та спортсмени, як правило, йдуть рука об руку з харчовими розладами, особливо у видах спорту, де вага є конкурентним фактором (гімнастика, верхова їзда, боротьба, бодібілдинг і танці). РХП серед осіб, що беруть участь у змагальній діяльності, особливо серед жінок, часто призводять до пов'язаних з вагою фізичних та біологічних змін, що імітують статевонезрілі стадії. Часто з віковими змінами тіла жінки втрачають конкурентну перевагу, що веде до надзвичайних заходів для підтримання підліткової статури. Чоловіки часто страждають від переїдання з подальшими надмірними фізичними навантаженнями, зосереджуючись на формуванні м'язової маси, а не втрачаючи жир, але ціль набору м'язів — такий же харчовий розлад, як одержимість худорлявістю. Статистики з книги (Ab)normal psychology (Susan Nolen-Hoeksema) про відсоток спортсменів(-ок), які борються з РХП в залежності від категорії виду спорту:
- Естетичні види спорту (танці, фігурне катання, гімнастика) — 35 %
- Види спорту, де вага є визначальною (дзюдо, боротьба) — 29 %
- Види спорту на витривалість (велоспорт, плавання, біг) — 20 %
- Технічні види спорту (гольф, стрибки у висоту) — 14 %
- Ігри з м'ячем (волейбол, футбол) — 12 %

Хоча більшість з цих спортсменів(-ок) розвивають харчові розлади, щоб зберегти конкурентну перевагу, інші використовують вправи як спосіб підтримувати вагу і фігуру. Це настільки ж серйозно, як контроль харчування для конкуренції. Хоча є змішані докази, що пояснюють, в який момент спортсмен(к)и стикаються з РХП, дослідження показують, що незалежно від рівня змагань усі спортсмен(к)и мають вищий ризик розвитку РХП порівняно з неспортсмен(к)ами, особливо ті, що беруть участь у видах спорту, де худорлявість визначальна.

##### Тиск у негетеро спільнотах
Суспільний тиск проявляється також у гомосексуальній спільноті. Геї піддаються більшому ризику симптомів РХП, ніж гетеросексуальні чоловіки. У гей-культурі м'зистість дає переваги як у соціальній, так і в сексуальній бажаності, а також владу. Цей тиск та ідеї, що геї бажають худіших або м'язистіших чоловіків, можуть призводити до харчових розладів. Чим про вищі показники симптомів РХП повідомляється, тим більше занепокоєння про сприйняття іншими і частіші й надмірніші тренування. Високі рівні незадоволеності тілом також пов'язані з зовнішньою мотивацією до тренувань та з похилим віком; при цьому, худорляве і м'язисте тіло частіше у молодих геїв, ніж у старших

#### Соціальна ізоляція
Соціальна ізоляція має доведений негативний вплив на фізичне та емоційне благополуччя. Соціально ізольовані люди мають вищий рівень смертності у цілому в порівнянні з тими, що мають усталені соціальні зв'язки. Цей вплив на смертність помітно зростає у тих з існуючими медичними або психіатричними станами, і особливо відзначений у випадках ішемічної хвороби серця. «Масштаби ризиків, пов'язаних з соціальною ізоляцією, можна порівняти з такими від куріння та інших великих біомедичних і психосоціальних факторів ризику». Соціальна ізоляція може бути важкою, гнітючою та викликати тривогу. У спробі пом'якшити ці болісні почуття дистресу, особа може втягуватися в психогенне харчування, в якому їжа служить джерелом комфорту. Тож самотність соціальної ізоляції і притаманні їй стресори теж залучені причинами переїдання. Дослідження 2007 довели, що як об'їдання-очищення, так і обмеження споживання є стратегіями придушення емоцій, що застосовуються періодично. Так, обмеження застосовується, щоб попередити будь-яку емоційну активацію, а об'їдання-очищення — після того, як емоція активована.

### Особистісні
Дослідження особистісних особливостей людей з РХП і специфіки їх життєвої ситуації. Від харчових розладів страждають в основному жінки (порівняно з чоловіками як 6:1 — 10:1), що пояснюється, зокрема, як результат частішого раннього використання дієт. Вивченню чоловічої вибірки присвячено недостатньо робіт, щоб скласти картину захворювання, і тому огляд досліджень особистості хворих харчовими розладами справедливий для жінок.
Багато досліджень підкреслюють вплив сімейної ситуації в дитинстві. Жінки з булімією і анорексією, як правило, описують відносини з матір'ю і батьком негативно. Пацієнтки з РХП описують в більшості випадків низький рівень батьківського піклування: емоційно стриманий і відкидаючий батько, домінуюча, гіперопікуюча і перфекціоністська мати з надмірним контролем. В дитинстві пацієнтки отримували від батьків подвійні послання про ставлення до дочки: їх одночасно підтримували і підривали впевненість у собі. В результаті такої взаємодії у дівчаток з'являлося почуття «роздвоєння», невідповідності очікуванням батьків. Жінки з РХП реагували на передбачувану сепарацію від близьких дуже бурхливо, в порівнянні з людьми без харчових розладів.
В цілому, картина зазвичай складається з перфекционной матері з надконтролем, що не підтримує спроби дитини до сепарації; емоційно відкидає батька і доньки, яка відчуває себе відкинутою, контрольованою та неадекватною.
Однією з провідних проблем дитячо-батьківських взаємин у пацієнток з РХП є проблема відокремлення від сім'ї і становлення автономії. Вони описують батьків як таких, що не підтримують спроби дочок бути незалежними. Жінки з анорексією схильні до залежності від батьків. Прагнення стати якомога худішою розцінюється як спроба повернутися в дитячий, інфантильний стан. Як правило, нервова анорексія є етапом булімічної симптоматики, і обидва захворювання перешкоджають становленню зрілої дорослої особистості, виникаючи в свою чергу на ґрунті недостатньої особистісної зрілости та автономії.
Себе в дитинстві пацієнтки з анорексією згадують як надслухняних, зразкових дітей, що прагнули робити те, чого від них очікували оточуючі. Життя людини з анорексією пронизане прагненням отримати схвалення і постійною тривогою помилитись, не виправдати очікувань, через що шанси отримати любов і повагу дуже малі. Багато дорослих відчувають подібні тривоги, але для хворих анорексією ці переживання визначають все їх життя. Нервова анорексія, таким чином, інтерпретується як спосіб залишатися залежною дитиною, позбавляючи своє тіло можливості набувати дорослі обриси, а тим самим і відповідальність, яка неминуче приходить у міру дорослішання.
Батьків хворі на анорексію часто описують як вкрай вимогливих — які, з одного боку, прагнуть мати ідеальну дитину, з іншого, не надають їй достатньої підтримки і не виражають любові й прихильности. Дитина не відчуває любові до себе як до особистості: за якісь досягнення її хвалять і заохочують, однак ніяка успішність не призводить до формування стабільної самооцінки і контакту з батьками. Анорексія дозволяє здобути увагу значимих інших, довести собі власну силу і здатність контролювати своє життя. Таким чином, жінки, в дитинстві яких були конфлікти щодо дорослішання, сепарації, сексуальності, самооцінки і труднощів у регуляції психічної напруги, можливо, більш схильні до розвитку харчових розладів.
Для хворих булімією також вкрай актуальна залежність від позитивної оцінки оточуючих. Для стабілізації власної самооцінки їм необхідно бути впевненими в схваленні оточуючих. Вони намагаються вести себе так, щоб відповідати очікуванням людей, власні бажання придушуються, відходять на друге місце, перше ж міцно займає бажання зробити щасливими інших. Вони думають, що аби бути коханими, їм треба бути досконалими. Один з аспектів досконалості — худорлявість. Їм важко приймати себе не такими, як очікується, і це ускладнює адекватне самосприйняття і взаємини. Оскільки пацієнт(к)и з булімією хочуть подобатися оточуючим, вони воліють приховувати свої емоції; виразити злість означає образити когось, не сподобатися. Тому вони роблять багато того, чого не хотіли б, звідки низьке самовираження. Така поведінка, ймовірно, корениться в ранньому дитинстві.
Таким чином, ще однією характерною рисою хворих РХП є прагнення до перфекціонізму. Недостатньо теплі стосунки з батьками і проблеми з сепарацією призводять до нестійкості самооцінки і труднощів формування зрілої особистості. Часто пацієнтки з РХП описують себе як невдах, що роблять все «недостатньо добре». Навіть багато працюючи або навчаючись, вони ніколи не бувають задоволені собою, впевнені у власній цінності і значущості. Бажання бути досконалими походить з недостатньо сформованого і автономного образу себе. Неможливість бути кращою у всіх сферах життя викликає в пацієнток з РХП страх і тривогу, і єдиною ареною, де можливі реальні зміни, — стає тіло. Контролюючи вагу, хворі підтримують відчуття контролю над власним життям, успішності.
У хворих булімією бажання досконалості набуває іншого напрямку, коли справа стосується їжі — якщо я не можу досягти успіху в дієті, то нехай я буду огидною(-им). Саме в силу перфекціонізму спосіб корекції ваги через дієту такий малоефективний в більшості випадків: як правило, довго протриматися на дієті не вдається і збій в режимі харчування призводить до посилення провини і дискомфорту, які усуваються тільки за допомогою їжі, і коло "їжа-провина-їжа" замикається. Їжа знімає стрес лише тимчасово. Чим довше триває переїдання (або булімія), тим коротшими стають періоди спокою після їжі. Так їжа стає регулятором настрою.
Досліджено, що багато пацієнток з РХП протягом життя пережили важкі втрати, травми, щодо яких у 64 % жінок зберігалася невирішеність ситуації.
В психоаналітичний концепції харчові розлади розглядаються як оральний регрес, процес прийому їжі інтерпретується як повернення до стану спокою і тепла біля матері. Більшість пацієнток описують процес їжі як "відчуття первинної гармонії", стан спокою, блаженства — подібно до стану немовляти після насичення материнським молоком. Їжа розглядається як оральний спосіб компенсації, а її прийом як символічне повернення до смоктання материнських грудей. За спостереженнями клініцистів, більшість пацієнток з РХП або були рано відняті від грудей, або мали інші проблеми грудного вигодовування. Оральна фіксація у психоаналітичному прочитанні має стосунок до формування різних особистісних структур, особливо гіпоманіакальної і істероїдної. Вивчення цієї сфери РХП необхідне для виявлення схильності до розладів апетиту.
Когнітивна парадигма також визнає роль дитячої ситуації в розвитку РХП, однак дослідження фокусуються на специфіці когнітивного рівня хворих. Когнітивні порушення визнані одним з головних аспектів порушення харчової поведінки. Нервова анорексія описувалася як "невпинне бажання худорлявості", а нервова булімія як "постійний страх повноти". Когнітивні порушення, що стосуються форми і ваги тіла, є патогномонічними для РХП. Мабуть, це неповне пояснення, бо в деяких культурах повнота, навпаки, не лякає, а вважається ознакою благополуччя, достатку, родючості і здоров'я. Прикладом служить скульптура Венери Віллендорфської, датована 22 000 до н. е. (можливо, найдавніша відома ілюстрація ожиріння).

## Лікування
Харчові розлади є комплексними проблемами, що вимагають психотерапевтичного, психіатричного та фізіологічного втручання з одночасним зверненням до психолога/психіатра та до дієтолога/лікаря. Фізіологічно коригуються проблеми, пов'язані з неправильним харчуванням: порушення обміну речовин, підвищене навантаження на організм, виснаження та ін. Психологічні проблеми включають важкі емоційні переживання, проблеми з соціалізацією і контролем поведінки.
Психотерапія
- Когнітивно-поведінкова психотерапія при харчових розладах ефективніша за медикаменти або інші методи психотерапії[77][13][13][13]. Проводиться з акцентами, що почуття та поведінку людини спричинюють її власні думки та переживання, а не зовнішні стимули, такі як інши люди, ситуації чи події; тренування здорових реакцій на ситуації, навіть якщо останні не змінюються.
  - Когнітивна психотерапія[78]. В основі когнітивної психотерапії при розладах прийому їжі лежить зміна дисфункціональних переконань пацієнт/ки про їжу, масу тіла і себе, з фокусом на образ тіла і власну значущість[79].
  - Поведінкова терапія: фокусується на розширенні контролю та зміні небажаних поведінок.[13]
  - Діалектична поведінкова терапія[13]
- Сімейна терапія[13] включає «conjoint family therapy» (CFT), «separated family therapy» (SFT) та Maudsley Family Therapy.[13][13]
- Психоаналіз[80].
- Інтерперсональна терапія (IPT)[13]
- Музикотерапія
- Рекреаційна терапія
- Арттерапія[13]
- Практики самодопомоги є помічними про анорексії, булімії та психогенному переїданні;[13][13][13] це включає групи підтримки та групи самодопомоги, такі як Eating Disorders Anonymous та Overeaters Anonymous.[13][13]

Соматичне лікування
- Медикаменти: Орлістат використовується в лікуванні ожиріння. Оланзапін, схоже, сприяє набору ваги, як і здатності пом'якшувати нав’язливу поведінку щодо збільшення ваги. Добавки цинку є доведено корисними, а кортизол також досліджується.[13][13][13][13][13][13]
- Стаціонарне лікування
- Дієтичне консультування[13] та лікувальна дієтотерапія[13][13][13]

## Профілактика
Профілактика РХП спрямована на заохочення здорового розвитку до виникнення харчового розладу. Одна з профілактичних програм також спрямована на раннє виявлення розладів — перш ніж запізно для лікування. Діти у віці 5-7 років є вразливими до культурних меседжів про образ тіла і дієти. Профілактика зводиться до освітлення цих питань. Наступні теми можуть бути обговорені з маленькими дітьми (а також підлітками і юнацтвом):
- Емоційне споживання (Emotional Bites): простий спосіб обговорення психогенного переїдання — питати дітей про те, чому вони їдять, не будучи голодними. Обговорення більш ефективних способів впоратися з емоціями, підкреслюючи, як важливо ділитися почуттями з надійними дорослими.
- Припинення булінгу (Say No to Teasing): підкреслити, що неправильно говорити образливі речі про розміри чужих тіл чи дражнити за фізичні особливості.
- Мова тіла (Body Talk): підкреслити, як важливо слухати своє тіло. Тобто, їсти, коли голодні (не голодували) і зупинятися, коли ситі (не пересичені). Діти інтуїтивно розуміють ці поняття.
- Вправи для всіх розмірів (Fitness Comes in All Sizes): виховувати дітей про генетику розмірів тіла і нормальних змін, що відбуваються в організмі. Обговорити свої страхи і надії зростає. Зосередитися на фітнес і збалансоване харчування.

Інтернет і сучасні технології забезпечують нові можливості для профілактики. Онлайн-програми мають потенціал, щоб збільшити використання профілактичних програм. Розвиток і практика профілактичних програм через інтернет-ресурси дозволяють досягти широкого кола людей при мінімальних витратах. Такий підхід може також зробити профілактичні програми стійкими.